# (11930) Osamu
(11930) Osamu (1993 CJ1) – planetoida z pasa głównego asteroid okrążająca Słońce w ciągu 4,12 lat w średniej odległości 2,57 j.a. Odkryta 15 lutego 1993 roku.